# Черемшанка (приток Выи)
Черемша́нка — река в России, в Свердловской области. Приток Выи. Течёт по городу Нижнему Тагилу, по жилым районам Верхняя Черемшанка и Нижняя Черемшанка.
Исток реки находится на склонах Долгой горы. Впадает с правого берега в Выйский пруд на Вые, в 4 км от устья последней.

## Данные водного реестра
По данным государственного водного реестра России река относится к Иртышскому бассейновому округу, речному бассейну реки Иртыш, подбассейну реки Тобол; водохозяйственный участок — река Тагил от истока до г. Нижний Тагил без реки Чёрная. Код водного объекта в Государственном водном реестре 14010501412199000000150.